# Холл, Джон (зять Шекспира)
Джон Холл (англ. John Hall; 1574/75, Карлтон, Бедфордшир, Королевство Англия — 25 ноября 1635, Стратфорд-на-Эйвоне, Уорикшир, Королевство Англия) — английский медик, писатель, зять Уильяма Шекспира.

## Биография
Джон Холл родился в 1574 или 1575 году в Карлтоне в графстве Бедфордшир. Существует предположение, что он был связан родством с дворянским семейством Холлов из Актона в Мидлсексе. Джон был хорошо образован, свободно говорил по-французски, в молодости путешествовал по континенту. Он называл себя магистром искусств, но где была получена эта степень, неясно; при этом точно известно, что у него не было английской медицинской степени. Тем не менее Холл стал практикующим врачом. 5 июня 1607 года он женился на Сюзанне Шекспир, дочери драматурга Уильяма Шекспира, и с этого момента жил в городе Стратфорд-на-Эйвоне (Уорикшир), где семейство Шекспиров занимало достаточно видные позиции. Супруги жили на Холлс-Крофт (теперь он открыт для публики), после смерти Шекспира переехали в его дом на Нью-Плейс, который им достался согласно завещанию.
Холл имел врачебную практику в Стратфорде, не раз ездил в замок Ладлоу к графу и графине Нортгемптон, в 1617 году посещал барона Комптона. В том же году он был выбран в городской совет Стратфорда. В 1623 году Холла снова выбрали, но вскоре освободили от должности из-за его врачебных обязанностей. В 1632 году его выбрали в третий раз и вскорли оштрафован за то, что не посетил заседание. В 1633 году Холла исключили из совета. Он умер спустя два года, после долгой болезни.
В браке Джона Холла и Сюзанны Шекспир родилась дочь Элизабет, жена Томаса Нэша, а впоследствии — сэра Джона Барнарда. Именно Нэшу Джон завещал свой архив, включавший, по мнению многих исследователей, библиотеку Уильяма Шекспира и ряд его рукописей. В составе этого архива были и две тетради с записями, касавшимися врачебной практики Холла, которые он намеревался опубликовать их. Хирург Джеймс Кук купил их и издал в 1657 году под названием «Избранные наблюдения за английскими пациентами».